# Wilcoxius bullatus
Wilcoxius bullatus är en tvåvingeart som först beskrevs av Stanley Willard Bromley 1929.  Wilcoxius bullatus ingår i släktet Wilcoxius och familjen rovflugor. Inga underarter finns listade i Catalogue of Life.